# Loc-Eguiner-Saint-Thégonnec
Loc-Eguiner-Saint-Thégonnec (bretonisch Ar C’hloastr-Plourin) ist eine Ortschaft und eine Commune déléguée in der französischen Gemeinde Saint-Thégonnec Loc-Eguiner mit 326 Einwohnern (Stand 1. Januar 2022) im Département Finistère in der Region Bretagne.
Die Gemeinde Loc-Eguiner-Saint-Thégonnec wurde mit Wirkung vom 1. Januar 2016 mit der früheren Gemeinde Saint-Thégonnec fusioniert und zur Commune nouvelle Saint-Thégonnec Loc-Eguiner zusammengelegt. Sie gehörte zum Arrondissement Morlaix.

## Geographie
Der Ort befindet sich circa 20 Kilometer südlich der Atlantikküste am Rande des Regionalen Naturparks Armorique.
Morlaix liegt 16 Kilometer nordwestlich, Brest 38 Kilometer westlich und Paris etwa 460 Kilometer östlich. Westlich des Ortes verläuft der Fluss Penzé.

## Infrastruktur
Bei Guimiliau und Saint-Thégonnec befinden sich Abfahrten am E-50-Abschnitt Brest–Rennes und Regionalbahnhöfe an der überwiegend parallel verlaufenden Bahnlinie.

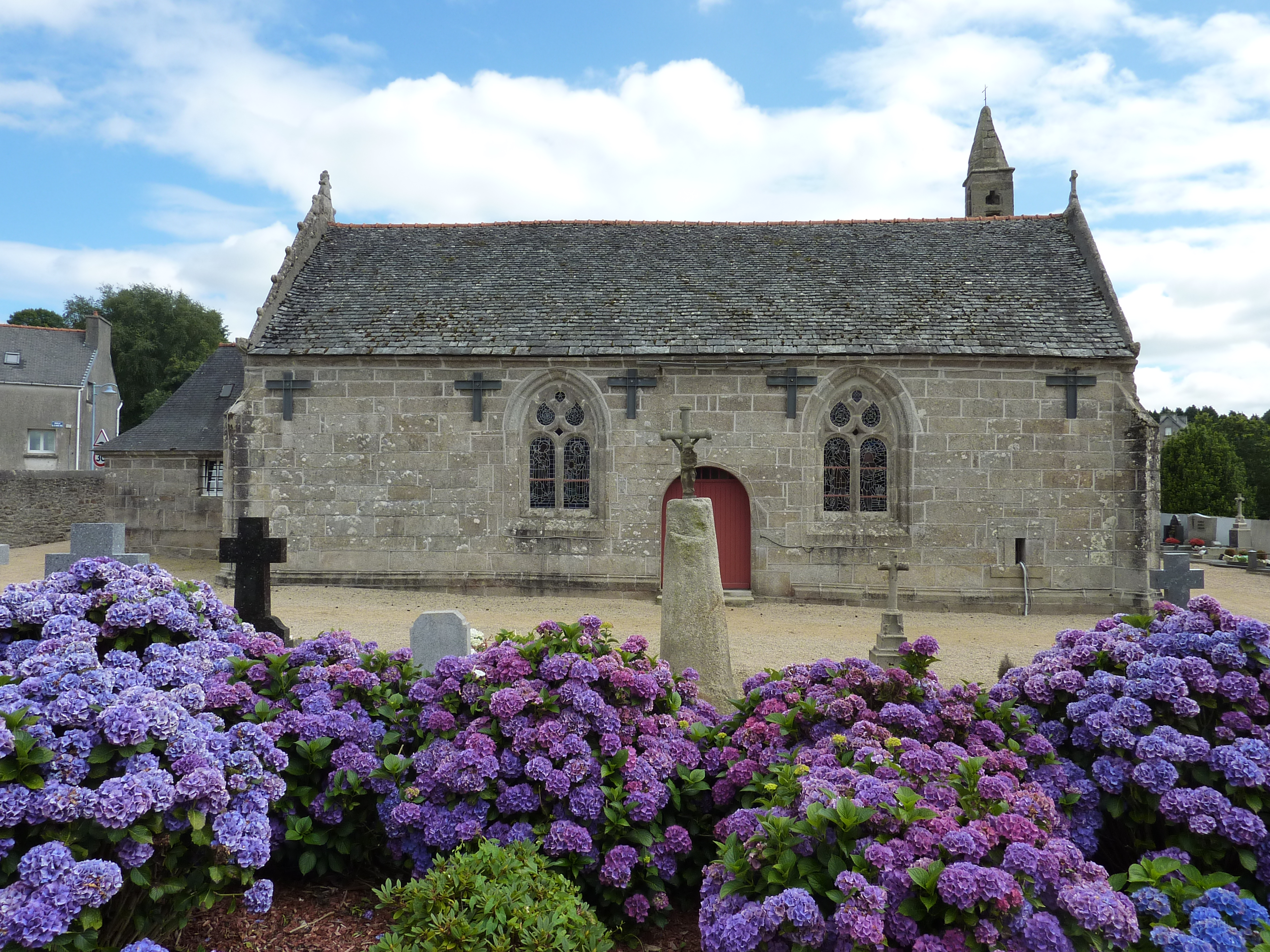
Kirche Saint-Éguiner